# Clara Della Vedova
Clara Della Vedova est une gymnaste artistique française, née le 29 novembre 1994 à Troyes. Elle a participé aux championnats d'Europe 2011 à Berlin et aux championnats du monde 2011 à Tokyo.
Elle est sociétaire des Bergeronnettes.

## Biographie
Clara Della Vedova commence la gymnastique à l'âge de 7 ans au club de Saint-André[Où ?]. Elle est ensuite repérée lors d'un stage national par Éric Boucharin et intègre le pôle espoir de Créteil. Dès l'âge de 12 ans, Clara Della Vedova entre dans l'élite de la gymnastique française en participant aux championnats de France Élite.
Durant sa carrière, Clara Della Vedova est touchée par plusieurs blessures mais à l'âge de 15 ans, en 2009, elle rentre au pôle France de l'INSEP et fait ses débuts en équipe de France avec la Gymnasiade à Doha, où elle termine 4e par équipe.
L'année suivante, en 2010, elle participe aux internationaux de Paris-Bercy et est sacrée championne de France en poutre, vice championne de France aux barres asymétriques et prend la 4e place du concours général.
Quelques mois plus tard, elle est sélectionnée pour participer aux Championnats du monde mais une blessure à la cheville la force à déclarer forfait.
En 2011, elle participe à un stage au Texas, à la Woga Classic et aux championnats d'Europe 2011 à Berlin. Malheureusement, pour cette dernière compétition, elle ne parvient pas à décrocher de place en finale. La même année, au mois de mai, elle participe au championnat de France Élite : elle devient vice-championne de France au sol et obtient la médaille de bronze au concours général.
Pour clore l'année, Clara Della Vedova participe aux championnats du monde, qualificatifs pour les Jeux Olympiques de Londres. La France termine seulement 10e, ne se qualifiant pas directement pour les Jeux olympiques et devant passer par les rattrapages du Test Event.
Lors du Test Event en janvier 2012, Clara Della Vedova et l'équipe de France se qualifient pour les Jeux Olympiques de Londres en prenant la médaille de bronze par équipe. Elle participe également à la Coupe du monde de Cottbus, où elle prend la 4e place en finale des barres asymétriques. 
En avril 2012, elle est sélectionnée pour les Championnats d'Europe. Malheureusement, quelques jours après sa sélection, Clara Della Vedova se rompt le tendon d'Achille lors d'un entraînement, ce qui la force à déclarer forfait pour les Championnats d'Europe et les Jeux olympiques de Londres.
En décembre 2012, Clara Della Vedova fait son retour aux barres asymétriques lors des Coupes nationales à Metz. Quelque temps après, Clara Della Vedova met un terme à sa carrière de gymnaste par manque de motivation et décide de se consacrer à une nouvelle discipline, le plongeon, avec l'objectif de participer aux Jeux olympiques de 2016 à Rio de Janeiro,.